# Enlightenment (canción)
«Enlightenment» es una canción del músico norirlandés Van Morrison publicada en el álbum de 1990 Enlightenment.
El biógrafo Brian Hinton comentó sobre "Enlightenment" que es "justamente lo contrario de lo que suena: lleno de dudas y sin ninguna afirmación en versos como "I'm meditating and still I'm suffering" (lo cual puede traducirse al español como: "Estoy meditando y aún estoy sufriendo"). Parece estar diciendo que todo es un estado de la mente y que puedes escoger vivir en el cielo o en el infierno".
"Enlightenment"  fue también incluida en el álbum recopilatorio de 1993 The Best of Van Morrison Volume Two.

## Personal
- Van Morrison: voz y armónica
- Bernie Holland: guitarra
- Georgie Fame: piano eléctrico
- Alex Gifford: sintetizador
- Brian Odgers: bajo
- Dave Early: batería